# Tachygyna exilis
Tachygyna exilis Millidge, 1984 è un ragno appartenente alla famiglia Linyphiidae.

## Caratteristiche
Gli esemplari femminili hanno lunghezza totale 1,30 mm; il cefalotorace è lungo 0,55 mm.

## Distribuzione
La specie è stata rinvenuta negli USA e nel Canada: l'olotipo femminile è stato reperito alcuni chilometri ad ovest dell'Allison Pass, nel Manning Provincial Park, nella regione canadese della Columbia Britannica nel settembre 1974; altri esemplari sono stati rinvenuti nello stato di Washington

## Tassonomia
Al 2013 non sono note sottospecie e non sono stati esaminati nuovi esemplari dal 1984.